# تجانس (كيمياء)

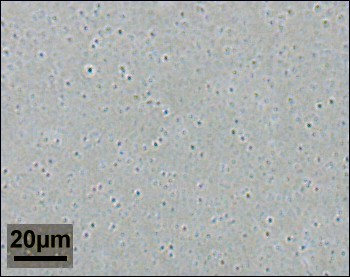

التجانس (بالإنجليزية: Homogenization)‏ هو أحد العمليات العديدة المُستخدَمة لصنع خليط من سائلين غير قابلين للذوبان. ويتحقق ذلك من خلال تحويل أحد السوائل إلى حالة تكون فيها الجزيئات الصغيرة للغاية موزعة بشكل موحد في السائل الآخر. المثال النموذجي لهذه العملية هو تجانس الحليب، يتم تقليل حجم كريات الدهون في الحليب وتوزيعها بشكل موحد في بقية الحليب.

## قراءة معمقة
- Explanation of the technology along with theories on how the homogenization mechanism actually works.